# 서양자
서양자(婿養子)는 데릴사위의 일종으로, 사위가 처가의 양자로 입적되고 손자들은 외가의 성을 따르는 것이다.

## 개요
일본에서 가업을 이을 남자가 없을 경우 서양자를 받아들이는 전통이 있다.